# Dardanus sulcatus
Dardanus sulcatus är en kräftdjursart som beskrevs av John R. Edmondson 1925. Dardanus sulcatus ingår i släktet Dardanus och familjen Diogenidae. Inga underarter finns listade i Catalogue of Life.